# Treffensbuch
Treffensbuch ist ein Ortsteil der Gemeinde Berghülen im Alb-Donau-Kreis in Baden-Württemberg. 
Der Weiler liegt circa zwei Kilometer nordöstlich von Berghülen.

## Geschichte
Treffensbuch wird 1099 erstmals überliefert. 
Der Ort kam 1447 mit Berghülen an Württemberg und gehörte dann zum Oberamt Blaubeuren. Die Klöster Blaubeuren und Urspring waren hier begütert. 

## Kirchengemeinde Treffensbuch
Die Kirchengemeinde Treffensbuch umfasst den Ortsteil Treffensbuch der Gemeinde Berghülen. Treffensbuch war möglicherweise bereits im 12. Jahrhundert eine eigene Pfarrei und dann Filiale von Bermaringen. 
Die Kirche zu den Heiligen Christophorus und Margarete wurde 1142 geweiht und 1886 umgebaut. Seit 1812 wird die Kirchengemeinde Treffensbuch vom Pfarramt Berghülen betreut.